# Phyllonorycter minutella
Phyllonorycter minutella là một loài bướm đêm thuộc họ Gracillariidae. Nó được tìm thấy ở Hoa Kỳ (Texas).
Ấu trùng ăn Quercus rubra. Chúng ăn lá nơi chúng làm tổ.